# فوستينا امبراه
فوستينا امبراه (بالإنجليزية: Faustina)‏ (و. 347 – القرن 4 م) إمبراطورة رومانية والزوجة الثالثة للإمبراطور قسطنطين الثاني. أصولها وأسماء أخرى لها غير معروفة.
تزوجها الإمبراطور قسطنطين الثاني في أنطاكية عام 361، بعد وفاة زوجته الثانية يوسابيا عام 360.
يذكر المؤرخ أميانوس مارسيلينوس ببساطة أن الزواج تم أثناء فصل الشتاء في أنطاكية، وكان قسطنطين متوقفًا عن الحروب الرومانية الفارسية. «في ذلك الوقت نفسه تزوج قسطنطين فوستينا بعد أن فقد زوجته منذ فترة طويلة». كانت فوستينا حاملاً عندما توفي قسطنطين في 3 نوفمبر 361 وأنجبت لاحقًا ابنتهما فلافيا ماكسيما كونستانتيا، الطفلة الوحيدة للإمبراطور. تزوجت كونستانتيا في وقت لاحق من الإمبراطور جراتيان. 